# Арциховский, Владимир Мартынович
Влади́мир Марты́нович Арцихо́вский (26 июня (8 июля) 1876, Житомир, Российская империя — 13 июня 1931, Москва) — русский и советский ботаник, физиолог растений, профессор.
Отец археолога и историка А. В. Арциховского, физиолога растений Н. В. Арциховской и биохимика Е. В. Арциховской.

## Биография и деятельность
Родился 26 июня (8 июля) 1876 года Житомире, в семье почтового служащего.
В 1894 году, окончив Житомирскую гимназию, поступил в естественное отделение физико-математического факультета Московского университета, но окончить его не смог, так как в 1896 году был выслан из Москвы «по мотивам политической неблагонадёжности». В 1897 году смог продолжить обучение в Санкт-Петербургском университете, по окончании которого был в 1900 году оставлен на кафедре ботаники для подготовки к профессорскому званию. Через некоторое время стал ассистентом кафедры ботаники медицинского института, где занимался главным образом вопросами морфологии растений. Одновременно с преподавательской деятельностью выступал с лекциями на летних учительских курсах в Москве, Курске, Новгороде. К 1906 году защитил диссертацию на учёную степень магистра ботаники.
С 1907 по 1922 годы был профессором физиологии растений и микробиологии Донского политехнического института. С 1910 года был также ректором Высших женских естественнонаучных курсов, созданных в Новочеркасске по инициативе Общества содействия высшему женскому образованию и преобразованных в 1916 году в сельскохозяйственные. В 1918—1923 годах возглавлял Донской сельскохозяйственный институт (ДСХИ) в Персиановке и Институт сельского хозяйства и мелиорации (ДИСХИМ).
В 1923 году В. М. Арциховский переехал в Москву, где возглавил кафедру физиологии растений в Лесном институте (1923—1925), состоял членом-сотрудником Госплана СССР. В 1926—1927 годах работал в Никитском ботаническом саду — заведующим лабораторией физиологии растений. С 1927 года — в Центральной лесной опытной станции в Лосином Острове. Также работал в научно-исследовательском институте древесины и в Московском лесотехническом институте.
Умер 13 июня 1931 года. Похоронен на Введенском кладбище (уч. 10).

## Научная деятельность
В. М. Арциховский изучал различные вопросы физиологии, а также анатомии и экологии растений (в частности, водный режим), положил начало специальной физиологии древесных пород СССР. Им написаны труды по стерилизующему действию ядов на семена, водному режиму древесных пород, антагонизму солей — для химической мелиорации солонцов, анатомическому строению саксаула, пигментам и др.
В 1911 году В. М. Арциховский опубликовал в журнале «Опытная агрономия» статью «О воздушных культурах растений», в которой рассказал о своём методе физиологических исследований корневых систем с помощью разбрызгивания различных веществ в окружающем корни воздухе — методе аэропоники. Им были сконструированы первые аэропонные установки и на практике показана их пригодность для культивирования растений. В 1916 году на годичном собрании Русского ботанического общества был избран членом первого совета РБО от Новочеркасска.
18 декабря 1918 года был опубликован доклад В. М. Арциховского «Об организации на Дону степных заповедников и научной станции при них». Благодаря его настойчивости было решено «…организовать заповедник близ станции Персиановка — злаковая (типчаково-ковыльная) степь на южном чернозёме».
Также опубликовал работы о поисках хлорофилла на других планетах. В. М. Арциховскому принадлежит более 100 работ по самым различным вопросам теоретической и прикладной ботаники. Написал ряд научно-популярных статей в журналах и множество статей для Энциклопедического словаря Брокгауза и Ефрона. В 1927—1931 годах принимал участие в составлении «Технической энциклопедии» под редакцией Л. К. Мартенса, автор статей по тематике «технология древесины».